# Valve logique
 (juillet 2009).
Si vous disposez d'ouvrages ou d'articles de référence ou si vous connaissez des sites web de qualité traitant du thème abordé ici, merci de compléter l'article en donnant les références utiles à sa vérifiabilité et en les liant à la section « Notes et références ».
Pour les articles homonymes, voir valve.
Une valve logique, également appelée clapet logique, est un dispositif mécanique qui règle le flux de fluides par l'ouverture, la fermeture ou l'obstruction partielle des deux orifices qui compose cette valve.
Fonctionnant sur le principe d'un clapet anti-retour, elle peut assurer des fonctions de distribution, de limitation et réduction de pression et de limitation de débit.

## Caractéristiques
Les valves logiques sont implantées dans des blocs forés et leur étanchéité est assurée par des joints toriques et des bagues anti-extrusion logés dans la chemise. Elles sont recouvertes d’un couvercle de fermeture où circule le fluide de pilotage.

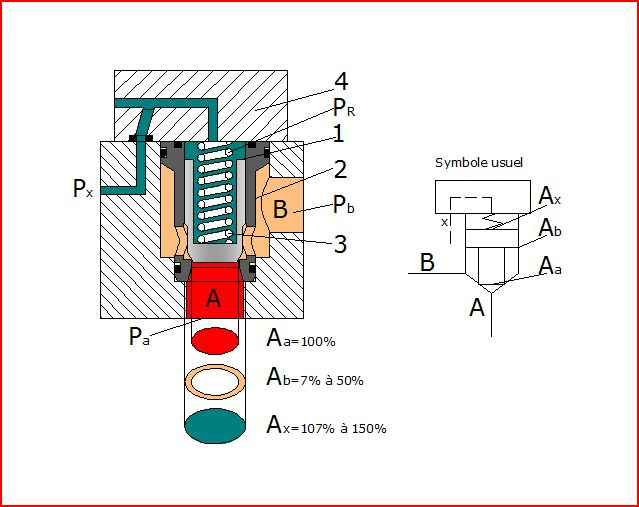
Élément de base d'un élément en cartouche

Les éléments en cartouche à 2 voies sont composés principalement d’une chemise étanche par joint torique, d’un clapet, d’un ressort de fermeture, ainsi que d’un couvercle où sont percés les canaux de pilotage.
Le bloc foré fait office de corps de valve et comporte les orifices principaux -A- et -B- ainsi que les canaux de pilotage. L’étanchéité entre les orifices -A- et -B- est réalisée par le clapet qui s’appuie sur un siège usiné dans la chemise. L’ouverture ou la fermeture du passage entre les orifices -A- et -B- est liée au déplacement vers le haut du clapet, c'est-à-dire aux pressions (ou force) qui agissent sur les sections Aa, Ab, Ax et de la force du ressort Fr.
Le clapet est usiné de manière à obtenir trois sections déterminantes pour obtenir le fonctionnement de l’élément.
- La section -Aa- du siège du clapet.
- La section -Ax- où s’exerce la force du ressort.
- La section annulaire Ab qui est la différence de (Ax-Aa).

Il s’ensuit que les sections -Aa- et -Ab- agissent vers le haut dans le sens de l’ouverture et que la section -Ax- plus celle du ressort -Fr- agissent vers le bas dans le sens de la fermeture.
Le sens d’action de la force résultante entre celles d’ouverture et de fermetures détermine la position du clapet.
Forces de fermeture :
{\displaystyle F_{f}=A_{x}*P_{x}+F_{r}}
Forces d’ouverture :
{\displaystyle F_{a}=A_{a}*P_{a}+A_{b}*P_{b}}